# Project CARS
Project CARS, acronimo di Project Community Assisted Racing Simulator, è un videogioco simulatore di guida del 2015, sviluppato da Slightly Mad Studios e pubblicato da Bandai Namco Entertainment per PlayStation 4, Xbox One e SteamOS.
Inizialmente era prevista anche una versione per Wii U, ma nel luglio del 2015 è stata ufficialmente cancellata.

## Sviluppo
Project CARS è il primo progetto della piattaforma World of Mass Development, creata per realizzare videogame prodotti dagli stessi giocatori anziché da un vero e proprio publisher. Era infatti possibile iscriversi sul sito ufficiale e acquistare dei "pacchetti" di tipo e valore differenti a seconda di quanto si desiderava essere coinvolti nello sviluppo. Ora questo non è più possibile visto che gli sviluppatori hanno raggiunto il budget necessario per concludere lo sviluppo del gioco.
I membri della community non solo potevano provare ogni mese o settimana le nuove build del gioco, ma anche fornire le proprie impressioni e, ai livelli più avanzati, dialogare direttamente con gli sviluppatori e presenziare ai meeting. Quando Project CARS è stato pubblicato ufficialmente, infine, il 70% dei ricavi è stato suddiviso, con le proporzioni del caso, fra gli utenti che ne hanno finanziato la realizzazione attraverso il crowdfunding.

## Simulazione della fisica
Data la natura simulativa del titolo, è presente un motore fisico molto avanzato e realistico e, come si può notare dai video e dagli screen pubblicati, grande attenzione è posta al comparto grafico, il gioco si avvale infatti dell'ultima versione del Madness Engine. Su PC il gioco sfrutta le DirectX 11. Il gioco sfrutta una versione migliorata del Madness Engine, usato per Need For Speed: Shift.
La potenza di elaborazione dei moderni computer ha permesso l'introduzione del "Seta Tire Model", una simulazione dinamica degli pneumatici.

## Realtà virtuale
Il 26 agosto 2012 il supporto al visore di realtà virtuale Oculus Rift è stato annunciato tramite il forum ufficiale.
Il 26 marzo 2014 è stato annunciato il supporto al visore PlayStation VR.

## Modalità di gioco
Come negli altri giochi d'auto, è presente la modalità Carriera, la quale si svolge in maniera realistica, iniziando dai kart per poi scegliere tra: Turismo, Ruote Scoperte, GT e Stock Car (DLC). Oltre a questa modalità sono presenti anche la modalità Da Solo, che permette di avviare un week-end di gara senza l'impegno di un campionato, e la modalità Online.

## Vetture
Il titolo comprende più di 60 autovetture (ne saranno aggiunte altre con i contenuti scaricabili) di differenti categorie (kart, turismo, gran turismo, prototipi, vetture formula e stradali).

### Case reali
- Alpine
- Ariel
- Aston Martin
- Audi
- Briggs Automotive Company
- Bentley (solo DLC)
- BMW
- Cadillac (solo DLC)
- Caterham
- Chevrolet (solo DLC)
- Dallara (solo DLC)
- Ford
- Ginetta
- Gumpert
- KTM (solo DLC)
- Lotus
- Mazda (solo DLC)
- McLaren
- Mercedes-Benz
- Mitsubishi
- Oreca
- Pagani Automobili
- Palmer
- Radical
- Renault
- Ruf
- Sauber-Mercedes
- Scion
- Toyota (solo DLC)
- W Motors

### Case fittizie
Queste vetture sono state ideate e progettate dagli stessi sviluppatori del gioco
- Caper
- Marek
- RWD
- Slightly Mad Studios

## Tracciati
Tra i circuiti presenti nel gioco ne sono compresi sia di reali che di inventati.

### Tracciati reali
- Autodromo Enzo e Dino Ferrari
- Autodromo nazionale di Monza
- Brands Hatch (in laser-scan)
- Brno Circuit
- Cadwell Park (in laser-scan)
- Circuit Bugatti
- Circuit de Catalunya
- Circuit de la Sarthe
- Circuit de Spa-Francorchamps
- Circuit Zolder
- Donington Park
- Dubai Autodrome
- Hockenheimring
- Mazda Raceway Laguna Seca
- Motorsport Arena Oschersleben
- Mount Panorama Motor Racing Circuit Bathurst
- Nürburgring Gp-Strecke
- Nürburgring Nordschleife
- Oulton Park (in laser-scan)
- Road America
- Ruapuna Park Raceway (DLC)
- Silverstone Circuit
- Snetterton (in laser-scan)
- Sonoma Raceway
- Watkins Glen International
- Willow Springs International Motorsports Park
- Zhuhai International Circuit

### Tracciati fittizi
- Azure Circuit (riproduzione del Circuito di Monte Carlo)
- Bannochbrae (DLC)
- Mojave Test Track (DLC)
- Sakitto (ispirato dal Circuito di Suzuka)

### Tracciati storici (DLC)
- Hockenheimring (anni '80)
- Rouen-les-Essarts (anni '60)
- Silverstone Circuit (anni '70)

### Strade
- California Highway
- Azure Coast

### Tracciati Kart
- Chesterfield (fittizio)
- Dubai Kartdrome
- Glencairn (fittizio)
- Greenwood (fittizio)
- Summerton (fittizio)

## Contenuti aggiuntivi
Dopo la pubblicazione del gioco sono stati rilasciati 12 pacchetti aggiuntivi (DLC) a pagamento, che includono nuove vetture e nuovi tracciati.

### DLC
- Limited Edition Upgrade (aggiunge 5 vetture che inizialmente erano riservate a chi acquistava la versione Limited Edition del gioco)
- Racing Icons Car Pack
- Audi Ruapuna Speedway Expansion
- Modified Car Pack (in omaggio per chi acquistava il gioco in pre-order)
- Old vs New Car Pack
- Aston Martin Track Expansion
- Japanese Car Pack
- Classic Lotus Track Expansion
- Renault Sport Car Pack
- Stanceworks Track Expansion
- US Race Car Pack
- Pagani Nürburgring Combined Track Expansion

### Project Cars Game of the Year Edition
Il 6 maggio 2016 è stata pubblicata una riedizione chiamata Game of the Year Edition, che comprende il gioco base e tutti i pacchetti aggiuntivi, per un totale di 125 modelli e 35 circuiti per 100+ configurazioni (compreso il Nürburgring Combined Nordschieife + GP circuit) e 60+ livree create dalla community. La nuova versione contiene anche tutte le correzioni e nuove funzionalità introdotte nell'anno passato dal lancio.

## Sequel
A fine giugno 2015 il team di sviluppo ha annunciato di aver aperto il funding per Project CARS 2. A detta di Slightly Mad Studios il titolo avrà un grande campionario di tracciati e vetture, oltre a nuovi tipi di competizioni, tra cui rally e rallycross.